# لیروی گریفیث
لیروی گریفیث (انگلیسی: Leroy Griffiths؛ زادهٔ ۳۰ دسامبر ۱۹۷۶) بازیکن فوتبال اهل بریتانیا است.
از باشگاه‌هایی که در آن بازی کرده‌است می‌توان به باشگاه فوتبال مارگیت، باشگاه فوتبال لیترهید، باشگاه فوتبال ساتون یونایتد، باشگاه فوتبال لوس، باشگاه فوتبال همپتون و ریچموند بورو، باشگاه فوتبال هارینگی بورو، باشگاه فوتبال ردهیل، باشگاه فوتبال هرفورد یونایتد، باشگاه فوتبال آلدرشات تاون، باشگاه فوتبال کویینز پارک رنجرز، باشگاه فوتبال ایستلی، باشگاه فوتبال کورینتیان کاسولس، باشگاه فوتبال تاروک، باشگاه فوتبال فارن‌بورو، باشگاه فوتبال گرایس اتلتیک، باشگاه فوتبال والتون کژوالس، باشگاه فوتبال گیلینگام، باشگاه فوتبال هاوانت و واترلوویل، باشگاه فوتبال هارو بورو، و باشگاه فوتبال استاینز تاون اشاره کرد.